# 佩雷里斯利河
佩雷里斯利河（羅馬化：Pererisl）是烏克蘭的河流，屬於斯特維加河的左支流。該河發源自奧斯特基以西，流經里夫內州的薩爾內區，河道全長27公里，流域面積169平方公里。